# بانک دنا
بانک دنا (انگلیسی: Dena Bank) شرکت خدمات مالی و بانکداری هندی است، که در سال ۱۹۳۸ تأسیس شد.